# Norderbrarup
Norderbrarup (danska: Nørre Brarup) är en kommun(Gemeinde) i Kreis Schleswig-Flensburg i det tyska förbundslandet Schleswig-Holstein. Kommunen ingår i kommunalförbundet Amt Süderbrarup tillsammans med ytterligare 12 kommuner.
Namnet dök upp för första gången mellan 1445 och 1450 som Norderbradorp. I området har man hittat många gravar från yngre stenåldern.